# آبشار تهران

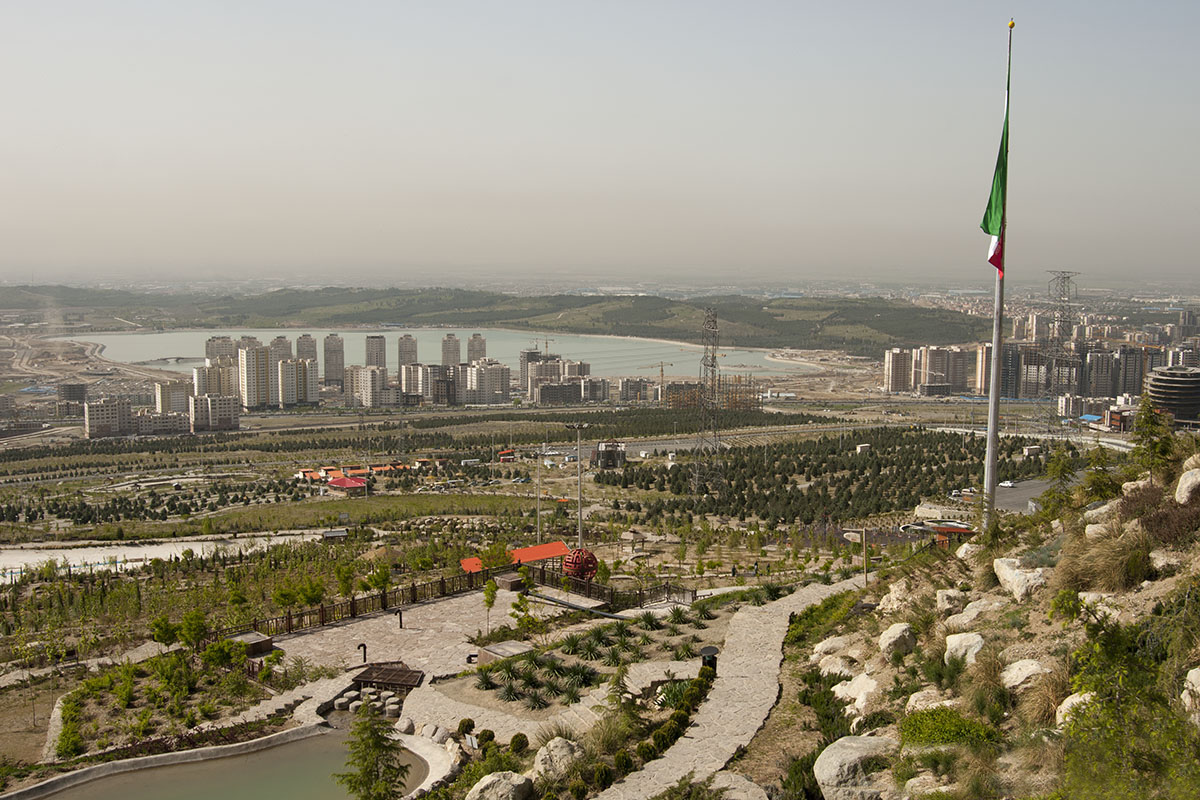
دریاچه چیتگر از بالای آبشار تهران

آبشار مصنوعی تهران در ارتفاعات شمالی تهران در منطقه ۲۲ شهرداری تهران واقع شده‌است.
این پروژه با هدف بالا بردن سرانه فضای سبز و همچنین جذب گردشگر در ارتفاعات شمال غربی پارک جنگلی لتمال کن احداث شده‌است که شامل دو فاز ساخت و در مجموع ۲۰۰ هکتار مساحت می‌باشد.
توجه داشته باشید بوستان از ساعت ۱۲ شب الی ۶ صبح تعطیل می‌باشد و ۲۴ ساعته باز نیست.
آبشار تهران شامل باغ راه‌هایی در دل کوهستان می‌باشد که با استفاده از مصالح طبیعی سنگ و چوب ساخته شده و طرّاحی شیب پیاده راه‌های آن به گونه‌ای است که حتی کودکان و سالمندان نیز تا بالاترین ارتفاع می‌توانند به کوه پیمایی بپردازند.
این آبشار با الهام از باغ‌های سنتی ایرانی به صورت طبقه طبقه ساخته شده‌است که هر طبقه شامل فضای سبز، آلاچیق و برکه‌ای متفاوت از طبقه دیگر می‌باشد. در ساخت این آبشار از مصالحی استفاده شده‌است که با طبیعت همخوانی دارند. آبشار مصنوعی نیز در بالاترین ارتفاع مجموعه قرار دارد.

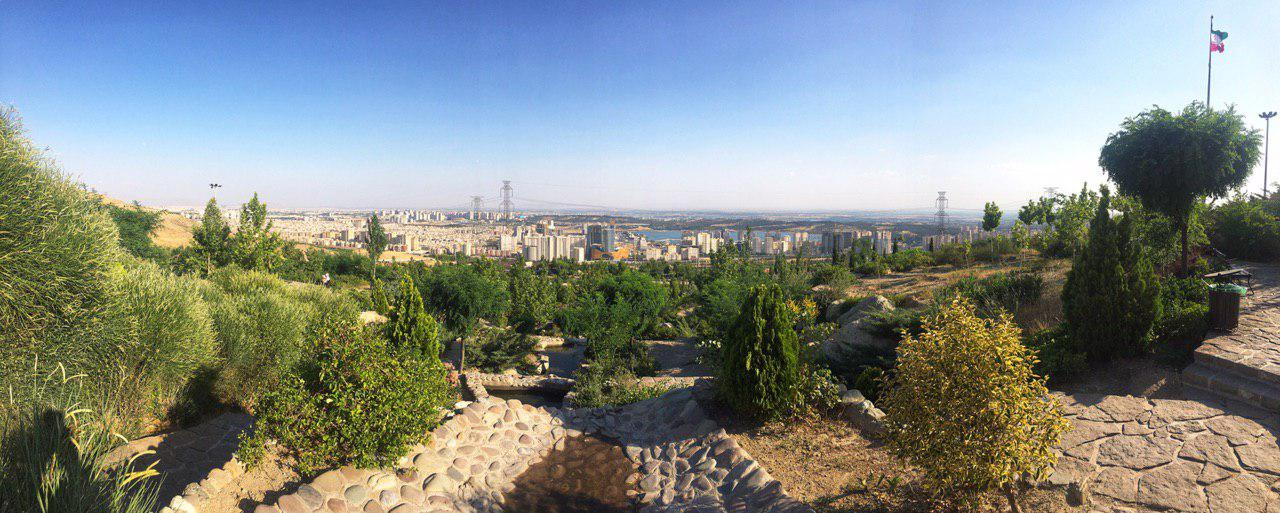
نمای دید باز بوستان آبشار تهران

## امکانات
- ۲۵۰۰۰متر مسیر کوه‌پیمایی
- آبشار مصنوعی، آبراه‌ها و جویبارها
- ۸ برکه سنگی با مساحت ۷۵۰۰ مترمربع
- ۲۰۰۰ متر مسیر دوچرخه‌سواری
- رستوران سنتی
- ۳۳ واحد آلاچیق
- ۲۰۰۰ واحد پارکینگ
- مسجد با مساحت ۴۰۰ مترمربع
- باغ گیاهان دارویی
- باغ گل با مساحت ۲ هکتار
- مسیر کالسکه سواری
- سالن آمفی تئاتر

## دسترسی
دسترسی به پارک آبشار با استفاده از وسیله نقلیه عمومی امکان‌پذیر نیست و نزدیک‌ترین ایستگاه اتوبوس و مترو از ورودی آن فاصله زیادی دارد.
آدرس: انتهای بزرگراه شهید خرازی، خروجی آبشار تهران، پارک آبشار تهران

## گونه‌های گیاهی پارک آبشار
در این پارک می‌توانید تنوع خوبی از درختان و گیاهان مختلف مانند چنار، بید مجنون، تبریزی، اقاقیا و سرو نقره‌ای، سدروس، پیراکانتا، طاووسی، دم‌موشی، خرزهره و … را ببینید.